# عبد الله بن حمد آل ثاني
الشيخ عبدالله بن حمد بن خليفة آل ثاني (مواليد 9 فبراير 1988) نائب أمير دولة قطر منذ 11 نوفمبر 2014 وهو الإبن السابع للشيخ حمد بن خليفة آل ثاني أمير دولة قطر السابق من زوجته الثالثة الشيخة نورة بنت خالد بن حمد بن عبدالله آل ثاني. 

## عن حياته
ولد الشيخ عبدالله في 9 فبراير 1988 وهو الإبن السابع للشيخ حمد بن خليفة آل ثاني أمير دولة قطر السابق من زوجته الثالثة الشيخة نورة بنت خالد بن حمد بن عبدالله آل ثاني.
حاصل على بكالوريس في السياسة الدولية من جامعة جورجتاون. ترأس نادي الريان خلال الفترة 2008 حتى 2012.
في 20 ديسمبر 2011 أصدر الشيخ حمد بن خليفة آل ثاني أمير دولة قطر أمراً أميرياً بتعينه رئيس للديوان الأميري بدرجة وزير وشغل المنصب حتى تعينه نائباً للأمير.

## نائب الأمير
في 11 نوفمبر 2014 أصدر الشيخ تميم بن حمد آل ثاني أمير دولة قطر أمراً أميرياً بتعينه نائباً للأمير وذلك نظراً لتعذر تعين ولي للعهد. 

## حياته العائلية
متزوج وله ابنان حمد وتميم من زوجته المها العطية والتي تدرس في جامعة قطر كلية الهندسة علوم حاسب.